# THE ドラマカンファレンス
『THE ドラマカンファレンス』（ザ・ドラマカンファレンス）は、女性チャンネル♪LaLa TVで2012年1月11日から放送されているテレビドラマをテーマにしたトークバラエティ番組。略称はドラカン。随時再放送。YouTubeのLaLa TV公式チャンネルにて番組の一部を配信中。

## 概要
フジテレビ時代に数多くのドラマをプロデュースし、前年にLaLa TVのエグゼクティブ・プロデューサーに就任した栗原美和子が手掛けるオリジナル番組。つんく♂と鈴木おさむがLaLa TV視聴者代表とともに民放地上波の連続ドラマについて徹底的にカンファレンス（会議）するトークバラエティ。2011年11月8日にパイロット版を放送、2012年1月11日よりレギュラー放送が開始された。
同番組では最新クールに放送されるドラマ作品の中から8,9本をピックアップ。「放送直前予想編」と「放送開始後レビュー編」の2回にわたって、作品の良し悪しや好き嫌いなどざっくばらんな議論が展開される。レギュラー出演者は鈴木おさむ、つんく♂、テレビ情報誌編集長と、“LaLaTV視聴者代表の皆さん”5名。鈴木は司会進行を担当。ドラマ通を自認するつんく♂は、国内ドラマ応援隊長として視聴者代表とともに討論に参加。雑誌編集長はご意見番として解説を務める。なお、ご意見番と視聴者代表は固定されておらず随時変更される。
また、ロケ企画の際に、つんくが代表を務めるレコード会社所属の女性タレントが視聴者代表とともにリポーターとして参加することもある。
- ラインナップは番組側の独断で選定。出演者の意見は反映されていない。
- 同番組ではドラマ好きな一般視聴者を番組ホームページなどで募集。オーディション選考を経たものの中から毎回5人が“LaLa TV視聴者代表の皆さん”として出演している。本編収録のほかに制作現場見学や芸能記者として制作発表記者会見に参加、ドラマのエキストラ出演、他メディアで番組宣伝活動といったさまざまな活動を行なっている。
- 撮影場所は共同テレビ内の会議室[1]。
- 2012年6月よりYouTubeのLaLa TV公式チャンネルにて収録後トーク、ダイジェスト版などが配信されている。
- 第7回はNOTTVにて同時放送された（2012年10月7日・13日のみ）。NOTTVの放送では、他局との同時放送では初となる投票機能を使い、番組アンケートが実施された[2]。
- 2012年10月8日より1週間、都内のJR私鉄にて車内映像広告が流された[3]。また、同時期にBSデジタル放送局で第7回の番宣CMが流された。

## 番組内容
放送直前予想編
放送前の段階でその期待度についてカンファレンスする。視聴者代表とつんくに放送前のドラマに対する期待度を「満点笑顔」「笑顔」「普通の顔」の3段階で評価してもらう。さらに、期待度が「満点笑顔」のものの中で特にオススメできると思うドラマを「一押し!満点笑顔」として各自1つ挙げてもらう（#3以降）。また、第3回からは討論の前に“アフターカンファレンス”と題して、ラインナップに関係なく前クールのドラマを総括するコーナーが設けられた。
討論は作品ごとに行なう。まず最初に6人一斉に評価別のスマイルマーク【☺】が描かれたカードを提示した後、鈴木の進行で各自意見を述べていく。
放送開始後レビュー編
実際に放送がスタートしたドラマを観て事前の予想は正しかったのかを検証する。視聴者代表とつんくが実際の放送を観た上で、今後の期待度を4段階で判定する。最高評価は「一押し!満点笑顔」（特にオススメ、期待通り、大満足）で、以下「満点笑顔」「笑顔」「普通の顔」の順。

### ダイジェスト版
『THE ドラマカンファレンス  #○ダイジェスト』（○は各回）
新作連続ドラマについての予想編、中間レビュー編のダイジェスト版。15分番組。#5からスタート。YouTubeのLaLaTV公式チャンネルにて公開。

## 出演者
司会
- 鈴木おさむ（放送作家）

国内ドラマ応援隊長
- つんく♂

ご意見番
- 菅野大輔（東京ニュース通信社統括編集長[4]）（#5-）
- 石川究（「TVガイド」編集長）（#2-4）
- 品田英雄（#0,1）

LaLaTV視聴者代表の皆さん（パネラー）
- 現在 - 鹿島、七尾、塩川、柚木（#3-）、櫻井（#3-）
- 過去 - 東野（#0-2）、榊（#0-2）

ドラカンリポーター
- 橋本愛奈（#1）
- 岡田ロビン翔子（#3,4）

※全員「NICE GIRL プロジェクト!」のメンバー

## スタッフ
- 企画：栗原美和子
- ナレーター：non
- 構成：川野将一、秋葉高彰
- CAM：李承宰、武田敏和
- 技術協力：ヴイ・ビジョンスタジオ
- CG：堀内信吾
- イラスト：櫻井丈士
- 美術協力：アックス
- 協力：東海テレビ、日本テレビ、フジテレビ、TBS、東京ニュース通信社
- AD：安達真実、澤田和平、武藤由華
- AP：清水逸太郎
- 企画補佐：三浦由里[5]
- 演出：河井二郎
- プロデューサー：田村拓久良、坂口和之進
- 制作：共同テレビジョン
- 制作・著作：女性チャンネルLaLaTV

## カンファレンスした作品
『THE ドラマカンファレンス』が勝手にチョイスしたラインナップ。ただし、下記に記したドラマは対象外となっている。
- NHKのドラマ
- 「相棒」「救命病棟24時」など、シリーズ化しているドラマ
- 「ガリレオ」のように当初から高視聴率が見込まれるドラマ

| TBS        | 月8  | ステップファザー・ステップ |
| フジテレビ | 月9  | ラッキーセブン             |
| フジテレビ | 火10 | ハングリー!                |
| 日テレ     | 水10 | ダーティ・ママ!            |
| TBS        | 木9  | 最高の人生の終り方         |
| フジテレビ | 木10 | 最後から二番目の恋         |
| TBS        | 金10 | 恋愛ニート                 |
| 日テレ     | 土9  | 理想の息子                 |
| TBS        | 日9  | 運命の人                   |

| フジテレビ            | 月9    | 鍵のかかった部屋         |
| フジテレビ            | 火10   | 37歳で医者になった僕     |
| 日テレ                | 水10   | クレオパトラな女たち     |
| TBS                   | 木9    | パパドル!                |
| TBS                   | 金10   | もう一度君に、プロポーズ |
| フジテレビ            | 土11   | 未来日記                 |
| TBS                   | 日9    | ATARU                    |
| 東海テレビ （フジ系） | 昼ドラ | 七人の敵がいる!          |

| フジテレビ            | 月9    | リッチマン、プアウーマン |
| フジテレビ            | 火9    | 息もできない夏           |
| フジテレビ            | 火10   | GTO                      |
| 日テレ                | 水10   | トッカン                 |
| TBS                   | 金10   | 黒の女教師               |
| TBS                   | 日9    | サマーレスキュー         |
| フジテレビ            | 日9    | ビューティフルレイン     |
| 東海テレビ （フジ系） | 昼ドラ | ぼくの夏休み             |

| フジテレビ                    | 月9    | PRICELESS                  |
| フジテレビ                    | 火10   | ゴーイング マイ ホーム     |
| 日テレ                        | 水10   | 東京全力少女               |
| TBS                           | 金10   | 大奥〜誕生［有功・家光篇］ |
| テレ朝                        | 金11   | 匿名探偵                   |
| フジテレビ                    | 土11   | 高校入試                   |
| TBS                           | 日9    | MONSTERS                   |
| フジテレビ （東海テレビ制作） | 昼ドラ | 幸せの時間                 |

## 放送リスト
- パイロット版はLaLaTVのほかBSスカパー!にて『LaLaTV presents THE ドラマカンファレンス』のタイトルで無料放送された。

放送日：初回 2012年1月5日（木）19:00 - 20:00　/ 再放送 2012年1月9日・23日・26日
THE ドラマカンファレンス ダイジェスト
| 回 | 初回放送日     | サブタイトル                                    |
| -- | -------------- | ----------------------------------------------- |
| 1  | 2012年8月2日   | #5ダイジェスト〜7月クール連ドラ予想編〜         |
| 2  | 2012年9月17日  | #6ダイジェスト〜7月クール連ドラ中間レビュー編〜 |
| 3  | 2012年10月23日 | #7ダイジェスト〜10月クール連ドラ予想編〜        |

## スピンオフ
『THE ドラマカンファレンス presents THE 名脇役』
- 放送日 - 初回：2012年2月3日(金) 20:00 - 20:30 ほか
- 番組概要 - 「THE ドラマカンファレンス」から生まれたスピンオフ企画。ドラマにはかかせない脇役たちをゲストに招き、裏話を直接聞いてみようというインタビュー主体のトーク番組。
- 番組内容 - ゲストは俳優・佐藤二朗。テレビドラマデビュー秘話や恩人・河毛俊作とのエピソードなどが語られる。このほか鈴木から「役名の決まり方」「顔合わせ・本読み」「撮影現場での恋愛」といったドラマ裏話が明かされたり、視聴者代表からゲストへ「視聴率で現場の雰囲気は違う?」「主役の若手俳優を許せないと思ったことは?」といった率直な疑問がぶつけられる「YES or NO ぶっちゃけ質問コーナー」が実施された。
- 出演 - 名脇役ゲスト：佐藤二朗、司会：鈴木おさむ、LaLaTV視聴者代表の皆さん：本編#0-2と同じメンバー
- スタッフ - 企画：栗原美和子、ナレーター：三浦祥朗、構成：川野将一、演出：河井二郎、P：田村拓久良、坂口和之進、CP：三浦由里、制作：共同テレビジョン、制作・著作：女性チャンネルLaLa TV